# ART Quimbaya
El ART Quimbaya es una Aeronave Remotamente Tripulada (ART)  táctico diseñado para misiones de observación, parte del sistema del mismo nombre. Tiene una resistencia de hasta 8 horas durante una misión principal de reconocimiento y vigilancia.
El Quimbaya tiene una longitud de 4,11m, una envergadura de 5,24m y pesa 74kg, con una capacidad para portar 7kg de carga útil. Tiene un motor 2 tiempos Hirth serie 41 de 100 cc, el cual alimenta una hélice de empuje. Alcanza una velocidad máxima de 170km/h, y velocidad de crucero de 100km/h con un techo de vuelo de más de 3600m (11.811pies).

## Diseño

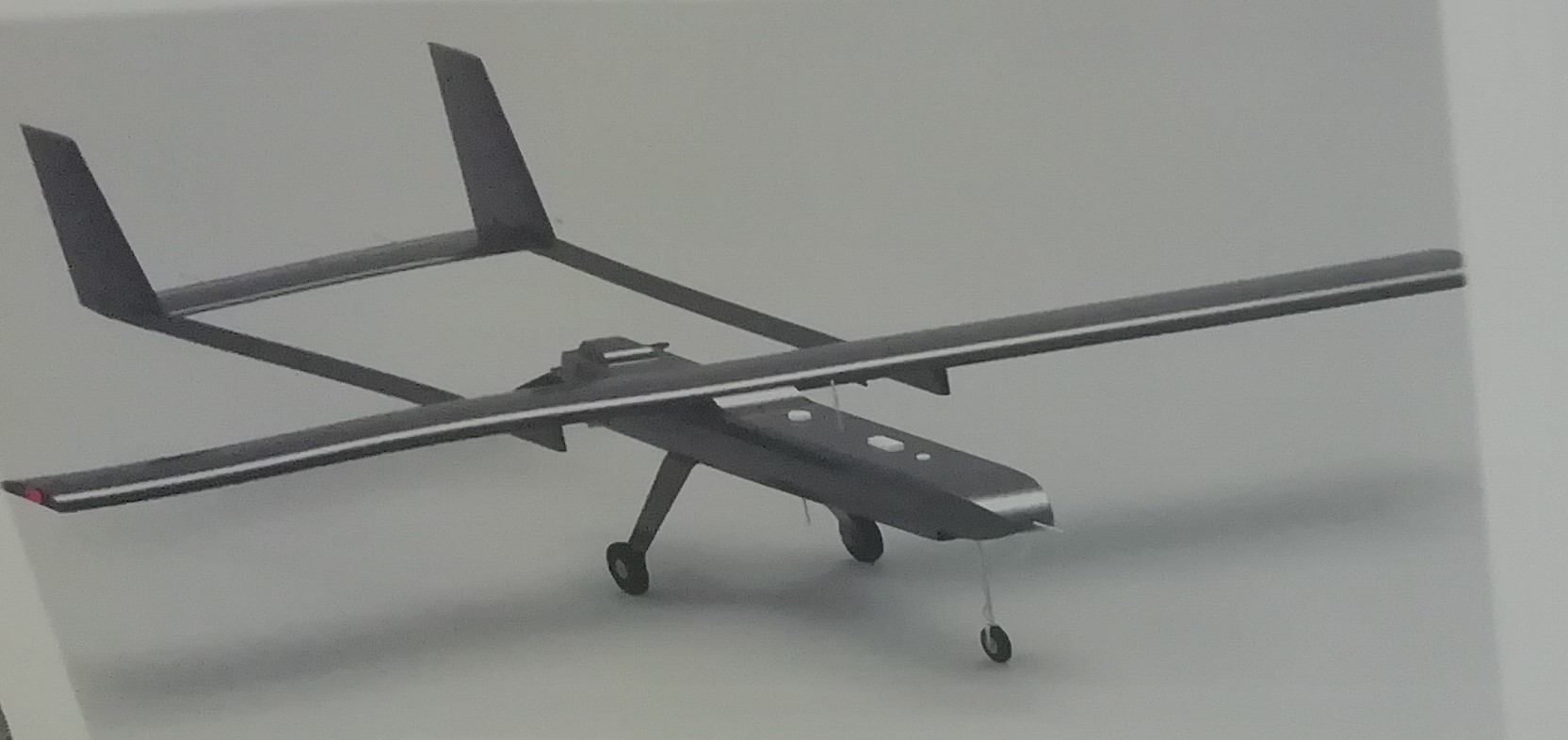
ART Quimbaya

El ART Quimbaya es una aeronave remotamente tripulada (UAV) diseñado originalmente por Aertec Solutions, basado en su diseño propio del Tarsis 75, y construido por CIAC bajo el conocimiento adquirido. 
La dirección de ciencia y tecnología del ministerio de defensa de Colombia asigno en 2015 a CIAC como el receptor para la transferencia de conocimiento por medio de un contrato con Aertec, con el propósito original de la enseñanza para la construcción en Colombia de 2 ART nacionales. Su desarrollo comenzó desde el 2016 y el proyecto fue cofinanciado por Ecopetrol por un valor de 5 millones de USD (se desconoce la inversión de CIAC o Mindefensa). 
CIAC construyó el ART Quimbaya con una estructura de Fibra de Carbono y fuselaje en fibra de vidrio por infusión de resina, para esto fue necesario fabricar 120 piezas y 30 moldes para la construcción.El motor es de marca Hirth modelo "41 Series" de 2 tiempos y 100cc, el cual con un pesos de 3.4kg logra 6kW o 8.1 caballos de fuerza a 6700RPM. El autopiloto fue diseñado por CIAC con tecnología FPGA y opera una cámara o sensor electroóptico con capacidad infrarroja lo que permite su operación durante día o noche, las comunicaciones de operación y video son encriptadas.
Finalmente el proyecto concluyó en 2019, logrando la construcción de un sistema ART Quimbaya (más una aeronave adicional), el cual se compone de:
- 2 Aeronaves ART Quimbaya
- 1 estación de Control
- Antenas de comunicaciones

Al finalizar la construcción en 2019 se construyeron 3 de estas aeronaves, junto con al menos una estación de control que puede operar 2 drones. En 2021 se hizo la entrega oficial de uno de estos sistemas a la fuerza aérea Colombiana y se continuaron en pruebas constantes hasta al menos 2023, donde se logró la capacidad aterrizaje y despegue automático (ATOL)de la aeronave. 

## Operación
En 2022 el dron X-004, de propiedad de la fuerza aérea Colombiana, en medio de pruebas con CIAC tuvo un accidente mientras realizada un aterrizaje automático. Como resultado de no estar asegurado resultó en una costosa perdida para el ministerio de defensa y la fuerza aérea Colombiana. 

## Especificaciones

### Características generales
- Tripulación: 1 en tierra
- Capacidad: MTOW de 74 kg
- Carga: 7 kg
- Longitud: 4.11 metros
- Envergadura: 5.24 metros
- Altura: 0.96 metros (tren incluido)
- Peso vacío: 54 kg
- Peso cargado: 74 kg[10] (18L de combustible + 4kg cámara + 3kg electrónica)
- Peso útil: 7 kg (4kg cámara + 3kg electrónica)
- Planta motriz: 1× Motor Hirth serie 4103 de 100cc, 2 cilindros y 2 tiempos .
  - Potencia: 6kw (8.1 HP)
- Hélices: 1× bipala por motor.

### Rendimiento
- Velocidad máxima operativa (Vno): 170km/h
- Velocidad crucero (Vc): 100km/h
- Alcance: 8 horas (5h probadas)
- Radio de acción: 100km LOS (70km probados) ±30km BLOS [11]
- Techo de vuelo: 3600 metros o 11811 ft

### Aeronaves similares
- IAI Searcher
- IAI Hermes 450